# Нурмагомедов, Али Темирханович
Али Темирханович Нурмагомедов (6 сентября 1997, Махачкала, Дагестан, Россия) — российский спортсмен, специализируется по карате кумите и WKF, призёр чемпионата России. Мастер спорта России.

## Спортивная карьера
Спортивную карьеру начал в махачкалинском ДЮСШ «Лидер» под руководством тренеров Омара Муртазалиева и Наби Магомедова. В феврале 2014 принимал участие на молодёжном первенстве Европы в Португалии. В декабре 2014 года в Чехове стал победителем первенства России в весовой категории до 68 кг среди юниоров и добился права во второй раз выступить на молодёжном первенстве Европы в Швейцарии в феврале 2015 года. В ноябре 2015 года одержав победу на первенстве России в Туле, выполнил норматив мастера спорта России. В ноябре 2018 года в каспийском дворце спорта имени Али Алиева стал бронзовым призёром чемпионата России.

## Достижения
- Чемпионат России по карате 2018 — ;